# Jean Louis Émile Boudier
Jean Louis Émile Boudier (6 de enero de 1828-4 de febrero de 1920) fue un farmacéutico, botánico, entomólogo, y micólogo; un apasionado por las Ciencias naturales, que vivió en Montmorency, Francia. Publicó importantes obras acerca de Discomycetes y de otras áreas de la Micología. Con frecuencia usaba Émile como su primer nombre.
Recibe su diploma de farmacéutico de primera clase el 4 de mayo de 1852, y funda la farmacia del Establecimiento termal de Enghien-les-Bains en 1853. Además ocupa la farmacia paterna donde ejercerá durante veinticinco años, hasta 1878, cuando se retira para consagrarse a sus investigaciones científicas favoritas y hasta su muerte a los 93 años. Pero siempre se ocupó de explorar y herborizar fungis, semanalmente de los bosques de la región Île-de-France, además de intercambiar información y especímenes con numerosos micólogos de Francia y del extranjero.
En 1854, contribuye a la creación de la Sociedad Botánica de Francia, que presidirá en 1901.

## Identificación y denominaciones
Identificó y nombró:
- dos géneros:
  - Ascophanus 1869
  - Pulvinula 1885

- Y varias especies:
  - Amanita franchetii
  - Ascobolus michaudii
  - Boletus dupainii
  - Clitocybe arnoldii
  - Collybia benoistii
  - Coprinus tigrinellus
  - Cortinarius alpinus
  - Disciotis maturescens y su variedad fulvescens
  - Disciotis venosa
  - Entoloma sericellum
  - Exobasidium vaccinii-uliginosi
  - Ganoderma resinaceum, G. valesiacum
  - Helvella alpestris, H. lactea
  - Humaria menieri, H. superans
  - Inocybe acuta, I. ionipes, I. maculata
  - Lactarius flavidus, L. fluens, L. rufus v. exumbonatus
  - Lamprospora carbonicola, L. dictydiola
  - Marasmius menieri
  - Microglossum fuscorubens
  - Morchella conica v. intermedia, M. esculenta v. umbrina, M. hortensis, M. inamoena, M. rielana
  - Orbilia curvatispora, O. sarraziniana
  - Peziza ampliata v. costifera, P. arvernensis
  - Pluteus luctuosus
  - Ptychoverpa bohemica
  - Terfezia boudieri v. pedunculata
  - Torrendiella ciliata
  - Trichoglossum hirsutum

## Algunas publicaciones
- 1869. Mémoire sur les Ascobolées. Annales des Sciences Naturelles, Botanique, serie 5 10: 191-268
- 1877. De quelques espèces nouvelle de champignons. Bull. Soc. Bot. France 24: 307-314
- 1879. Diagnoses nouvelles de quelques espèces critiques de champignons. Bull. Soc. Bot. France 26: 228-236
- 1881. Nouvelles espèces de champignons de France. Bull. Soc. Bot. France 28: 91-[93], tab.
- 1885. Note sur un nouveau genre et quelques nouvelles espèces des Pyrenomycètes. Revue Mycologique Toulouse 7: 224-[226], tab.
- 1885. Essai sur la classification des Discomycètes charnus, (obra coronada por el premio Desmazières, de la Academia de las Ciencias francesa en 1887)
- 1897. "Révision analytique des morilles de France" (Revisión taxonómica de Morchella de Francia)
- 1901. "Influence de la nature du sol et les vegetaux qui y croissant sur le développement des champignons" (Influencia de la naturaleza del suelo y de las plantas que crecen en el área de desarrollo de fungi)
- 1904-1909. "Icones mycologicae ou iconographie des champignons de France, principalement Discomycètes" (Imágenes micológicas o iconografía de las setas de Francia, especialmente Discomycetes)
- 1907-1909. "Histoire et classification des Discomycètes d'Europe"
- 1911 "La fresque de Plaincourault (Indre)" (El fresco de Plaincourault (Indre))
- ----------, C. Torrend. 1911. Discomycètes nouveaux de Portugal. Bull. Soc. Mycol. France 27: 127-136, tab.
- 1917. Dernières étincelles mycologiques. Bull. Soc. Mycol. France 33: 7-22, tab. 1-6

- La abreviatura «Boud.» se emplea para indicar a Jean Louis Émile Boudier como autoridad en la descripción y clasificación científica de los vegetales.[1]